# لجاير
لجاير (بالإنجليزية: Lajayer)‏ هي مستوطنة تقع في قسم اجارود الشرقي الريفي في إيران. يقدر عدد سكانها بـ 63 نسمة .